# Phragmatobia hemigena
Phragmatobia hemigena là một loài bướm đêm thuộc phân họ Arctiinae, họ Erebidae.